# Westland Scout
Westland Scout — британский многоцелевой военный вертолёт. Разработан и производился предприятием Westland Helicopters. Первый полет — 1960 год. Всего выпущено 149 вертолётов.

## Разработка
Вертолёт Westland Scout был разработан на основе вертолёта Saunders-Roe P.531, который, в свою очередь, являлся развитием модели Saunders-Roe Skeeter. Предприятие Westland приобрело компанию Saunders Roe и разработала прототип вертолётов Scout и Wasp. Вертолёт был выполнен по традиционной одновинтовой схеме с полозковым шасси.
В качестве силовой установки для нового вертолёта был выбран турбовальный двигатель Bristol Siddeley Nimbus (позже Rolls-Royce Nimbus 101) с максимальной (ограниченной 5 минутами работы) мощностью в 1050 л.с. и номинальной мощностью 650 л.с. Двигатель располагался в задней части фюзеляжа и не закрывался капотом, что упрощало обслуживание.
Кабина вертолёта была шестиместной, с двумя передними сидениями и задним четырёхместным диваном. Существовал вариант компоновки кабины для перевозки двух раненых на носилках.
Вертолёт мог использоваться для разведки, связи и наблюдения, обучения пилотов, поисково-спасательных работ. Существовала возможность использования машины и в роли лёгкого штурмового вертолёта: в этом случае он оборудовался двумя пулемётами на полозьях шасси (L8A1 GPMG) либо одним пулемётом на поворотной установке в задней части кабины. Допускалась и установка четырёх противотанковых управляемых ракет Nord SS.11.

## Эксплуатация
Основным эксплуатантом вертолётов Scout было военное ведомство Великобритании. Вертолёты применялись в вооружённых конфликтах на Борнео, в Адене, Омане, Родезии, Северной Ирландии, использовались в Фолклендской войне. Небольшое число машин поставлялось на экспорт.
 Австралия
- Royal Australian Navy
  - Fleet Air Arm (RAN) — 2 вертолёта в 723 Squadron RAN.

 Иордания
- Royal Jordanian Air Force — 3 вертолёта.

- South African Air Force

 Великобритания
- British Army Air Corps
- Royal Marines

## Лётно-технические характеристики
- Экипаж: 1/2
- Вместимость: 4/5
- Длина: 9.25 м
- Диаметр несущего ротора 9.83 м
- Вес пустого 1,465 кг
- Максимальный взлетный вес 2,405 кг
- Силовая установка: 1 × ТВД Rolls-Royce Nimbus 101, максимальная кратковременная мощность 1,050 л.с.
- Максимальная скорость на уровне моря 211 км/ч
- Крейсерская скорость: 196 км/ч
- Дальность: 507 км
- Практический потолок 5,400 м
- Статический потолок: 3,800 м с учётом влияния экрана
- Скороподъёмность на уровне моря: 8.50 м/с